# Paul Flanderky

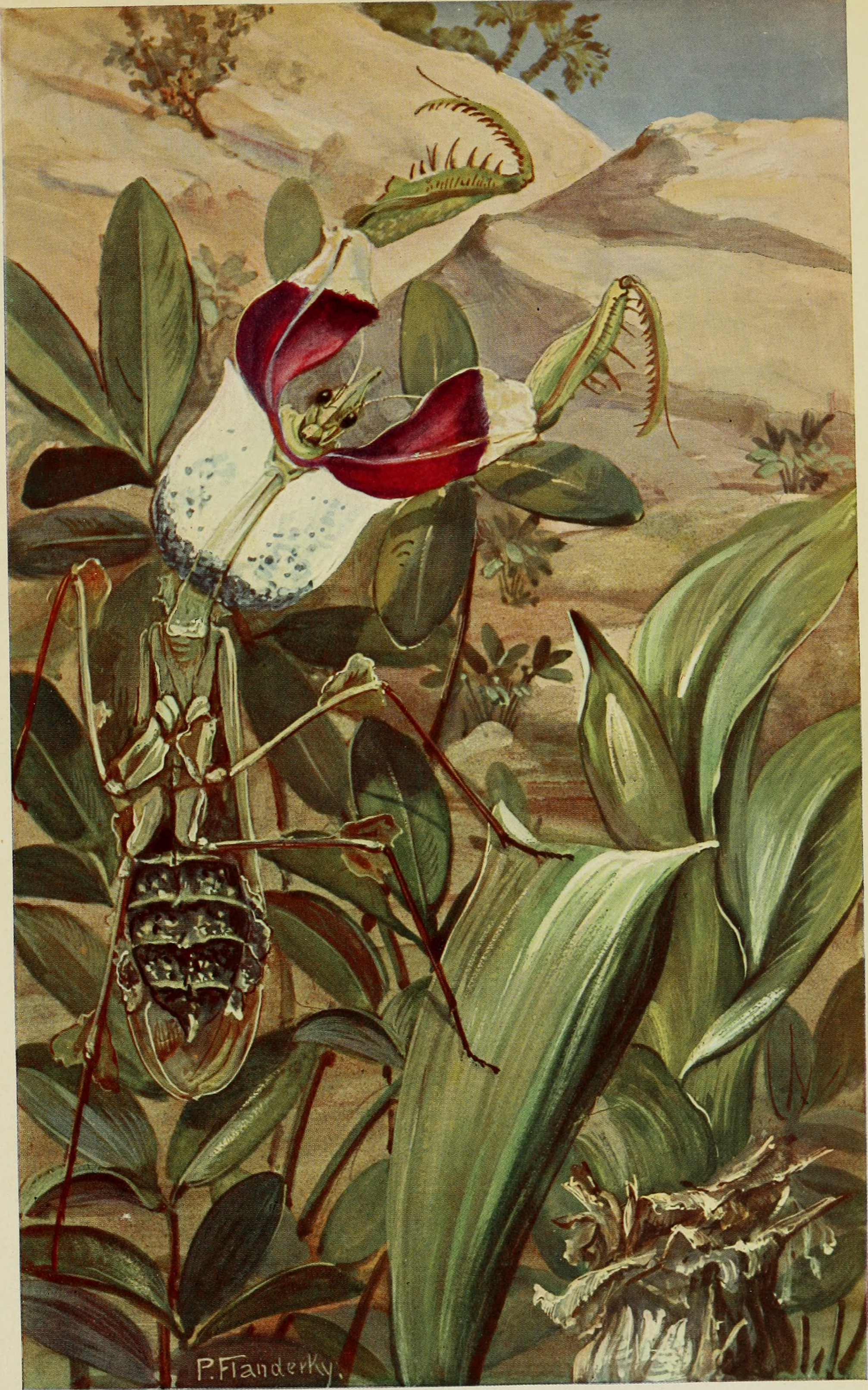
Illustration in einem Bericht der Senckenbergischen Naturforschenden Gesellschaft

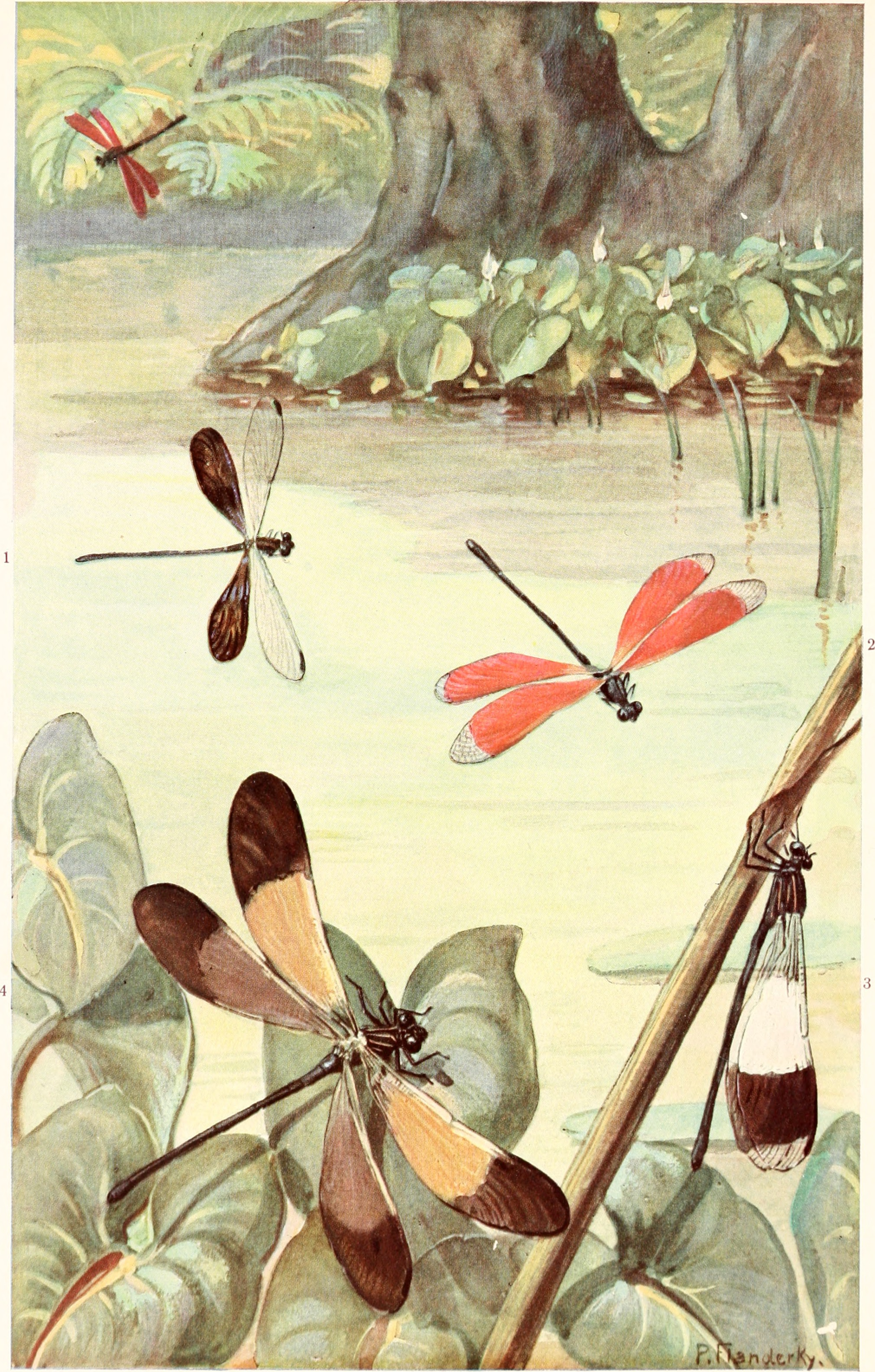
Illustration in Brehms Tierleben

Wilhelm Richard Paul Flanderky (geboren 16. September 1872 in Bernau bei Berlin; gestorben 6. Dezember 1937 in Berlin) war ein deutscher Maler und wissenschaftlicher Illustrator. 

## Leben
Paul Flanderky war Sohn eines Beamten. Er erhielt seine Ausbildung an der Königlichen Porzellan-Manufaktur, an der Schule des Kunstgewerbemuseums Berlin und an der Kunstakademie München. Er machte eine Prüfung an der Staatlichen Kunstschule für Zeichenlehrer für höhere Schulen in Berlin und wurde Zeichenlehrer und Studienrat am Lessing-Gymnasium. 
1916 war er an der Illustrierung einer Ausgabe von Brehms Tierleben beteiligt. Er malte auch für Schmeils Biologie-Lehrbücher. Daneben illustrierte er Jugendbücher und schuf Sammelbilderserien über Lurche, Spinnen und Würmer für die Schokoladenfirma Stollwerck.
Flanderky war korrespondierendes Mitglied des Instituts für Meereskunde Berlin.